# Eznik von Kolb
Eznik von Kolb (armenisch Եզնիկ Կողբացի, Esnik Koghbazi) (* in Koghb, heute in der Provinz Iğdır, Türkei) war ein armenischer Kirchenvater des 5. Jahrhunderts und Bischof oder Erzpriester (Vardapet) von Bagrewand.
Eznik wurde in der damaligen Region Tayk im Norden Armeniens geboren. Er war ein Schüler von Isaak dem Großen und Mesrop. Auf Wunsch seiner Lehrer ging er nach Edessa, später nach Konstantinopel, um sein Wissen in verschiedenen wissenschaftlichen Bereichen zu verbessern und um griechische und syrische Manuskripte der Bibel und Schriften der Kirchenväter zu sammeln oder zu kopieren. Er kehrte nach dem Konzil von Ephesos im Jahre 431 wieder nach Armenien zurück und ist höchstwahrscheinlich identisch mit der historischen Figur Eznik, Bischof von Bagrevand.
Er wird zum Kreis der heiligen Bibelübersetzer gezählt und gilt als einer der Klassiker der altarmenischen Literatur. Sein Hauptwerk Elc Alandoc („Wider die Sekten“) wurde zum ersten Mal in 1762 in Smyrna veröffentlicht. Eine verbesserte Übersetzung stammt von den Mechitaristen in Venedig aus dem Jahre 1826 und 1865. Eine indifferente französische Übersetzung stammt von LeVaillant de Florival, „Réfutation des différentes sectes“ (Paris, 1853). Eine gute deutsche Übersetzung stammt von J. M. Schmid, „Eznik von Kolb, Wider die Irrlehren“ (Leipzig, 1900). Es ist eine wesentliche Quelle für den Zurvanismus, einer zeitgenössischen Richtung der persischen Religion und Mythologie.